# Gargano
Il Gargano (AFI: /ɡarˈɡaːno/), soprannominato talvolta "lo sperone d'Italia", è una subregione dell'Italia coincidente con l'omonimo promontorio montuoso che si estende nella parte settentrionale della Puglia, l'antica Daunia, e che corrisponde al settore nord-orientale della provincia di Foggia. Semi-circondato dal mare Adriatico, ma limitato a ovest dal Tavoliere delle Puglie, nel suo territorio è compreso il parco nazionale del Gargano.

## Geografia fisica
(Marco Anneo Lucano da Pharsalia, Libro V, v. 378)

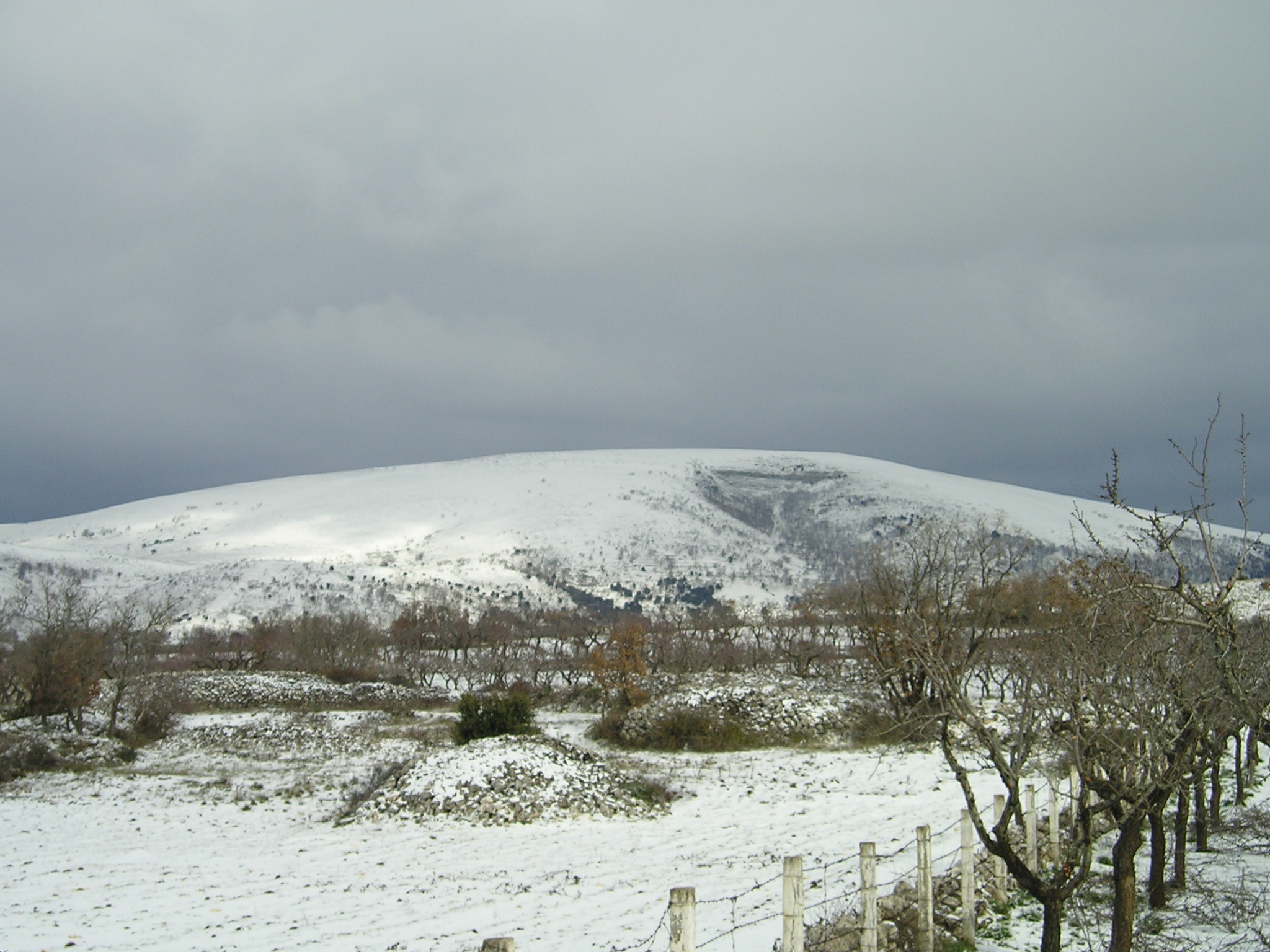
Il Monte Calvo in inverno. Con i 1056 è la cima più alta del Gargano

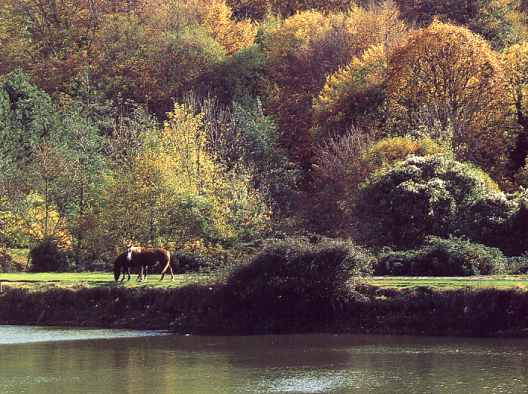
Un tratto della Foresta Umbra in autunno

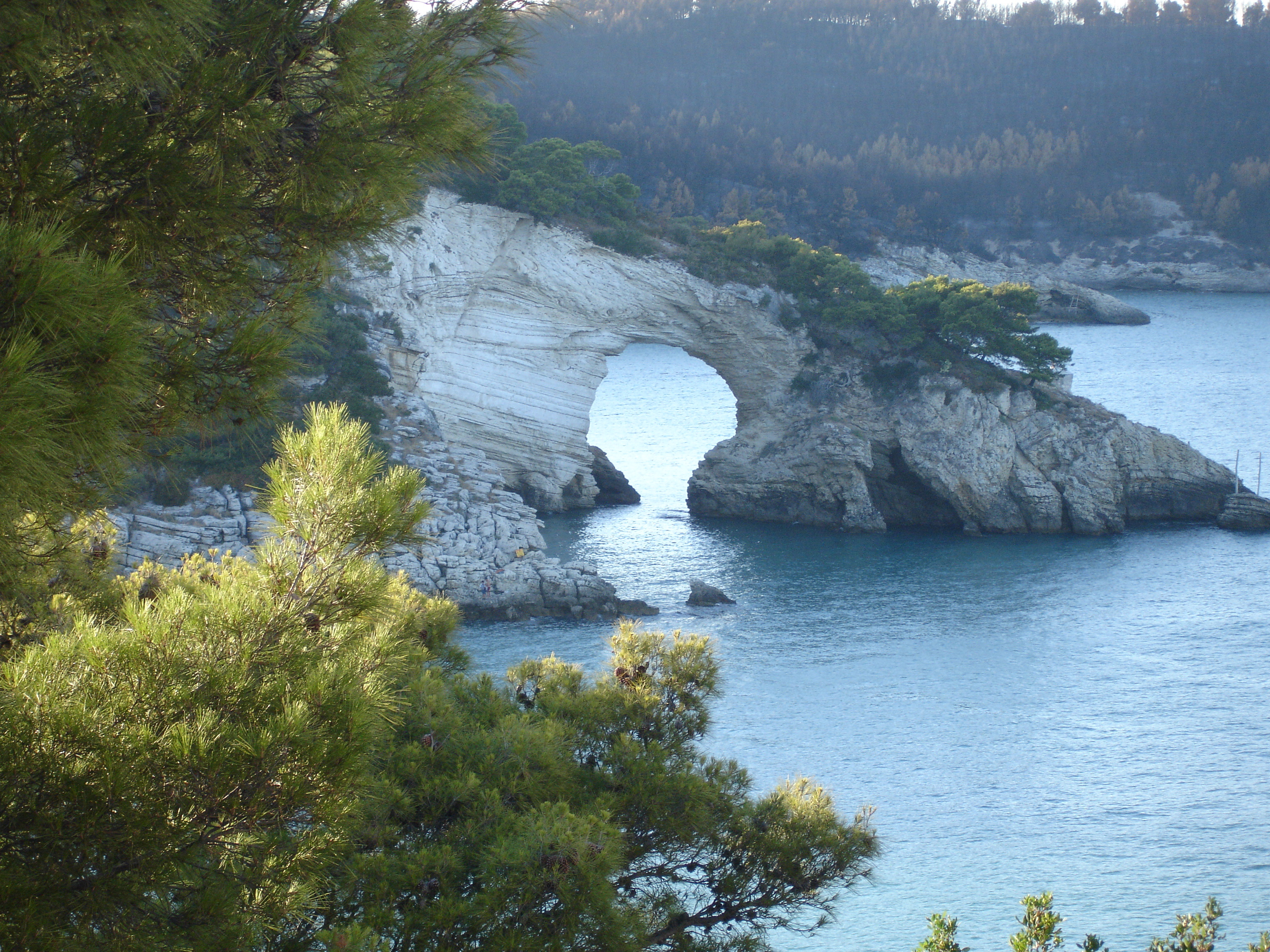
Paesaggio del Gargano

Il Gargano si colloca nella parte settentrionale della Puglia e nella parte orientale della Provincia di Foggia.
A nord e a est è circondato dal mare Adriatico, mentre a ovest confina con il Tavoliere delle Puglie e a sud in parte con il Tavoliere, in parte con il mare Adriatico nel tratto a est di Manfredonia fino a Vieste.
La linea ideale di separazione tra il Gargano e il Tavoliere delle Puglie corrisponde al margine occidentale del massiccio delineato dal torrente Candelaro, mentre l'estrema propaggine orientale del promontorio prende il nome di "testa" del Gargano.

### Territorio

#### Storia geologica
Le rocce più antiche che affiorano sul promontorio garganico risalgono al periodo Giurassico. L'ambiente di deposizione doveva essere un bacino marino piuttosto profondo e tropicale.
Il Gargano è costituito da rocce formatesi in ambiente marino e successivamente emerse perché coinvolte nella Tettonica delle placche la stessa che ha determinato la formazione degli Appennini. Il primo sollevamento d'una certa entità del Gargano sembra essere iniziato nel Miocene (circa 25 milioni di anni fa) e proseguito con fasi alterne nel Pliocene (6 milioni di anni fa) quando questa regione iniziò ad assumere la morfologia attuale, contemporaneamente plasmata dall'azione degli agenti atmosferici e del carsismo. I movimenti di sollevamento continuano anche nel Pleistocene.

#### Orografia
Il promontorio garganico presenta un andamento territoriale notevolmente diversificato. Le escursioni altimetriche sono notevoli: in alcuni punti, attraverso uno spostamento di meno di dieci chilometri in linea d'aria, si passa da oltre mille metri d'altitudine al livello del mare. Con un'altitudine massima di 1 065 m s.l.m. e un'estensione di circa 2100 km², di cui 110 sono rappresentati dal lago di Lesina e dal lago di Varano, il Gargano è a tutti gli effetti un massiccio montuoso isolato che si erge tra il mare Adriatico e il Tavoliere.
L'accentuata montuosità della costa risulta essere una peculiarità assoluta rispetto al resto della fascia litorale adriatica a sud di Ancona. Altra peculiarità sta nei dati forestali: oltre 39 000 ettari, ovvero il 18% del territorio garganico, sono coperti da boschi e macchia mediterranea, in una regione, la Puglia, la cui percentuale è la più bassa d'Italia (7,5%).

#### Pedologia

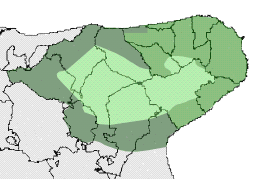
Suddivisione pedologica del Gargano

Da un punto di vista pedologico, il Gargano può essere diviso in tre sottosistemi:
- Rilievi Pedegarganici: caratterizzati da quote altimetriche comprese tra i 50 e i 300 m s.l.m. e da una morfologia molto ondulata. L'utilizzo di tali suoli è notevolmente diversificato: oliveti, seminativi ma anche aree a pascolo che si alternano ad aree incolte di macchia mediterranea.

La presenza di calcare nel terreno varia notevolmente da zona a zona.
- Valli Fluviali: caratterizzate da quote altimetriche comprese tra 0 e 700 m s.l.m. caratterizzate da elevate pendenze e il cui utilizzo spazia dai rari seminativi, oliveti o appezzamenti con ortaggi (nella parte più bassa) ad aree incolte coperte da macchia mediterranea o aree boschive con prevalenza di lecci e faggi
- Altopiani garganici: caratterizzati da quote altimetriche comprese tra 300 e 1 000 m s.l.m., con pendenze modeste interrotte da improvvise scarpate e con fenomeni carsici evidenti (doline e valli inattive). L'uso del suolo è alquanto omogeneo: pascolo con aree boschive e seminativi nelle zone più fertili. I suoli sono non calcarei o scarsamente calcarei, tranne qualche concentrazione di carbonati in profondità.

#### Idrografia
Si può dire che nel Gargano non  esista un vero e proprio reticolo idrografico superficiale. Fa eccezione una piccola area a nord, dove si concentrano i pochi corsi d'acqua stagionali, di limitata lunghezza e portata, che sfociano nell'Adriatico nei territori comunali di Vico del Gargano e Rodi Garganico, oppure che si immettono nei laghi costieri di Lesina e Varano, due lagune d'acqua salmastra con una superficie totale di circa 110 km².

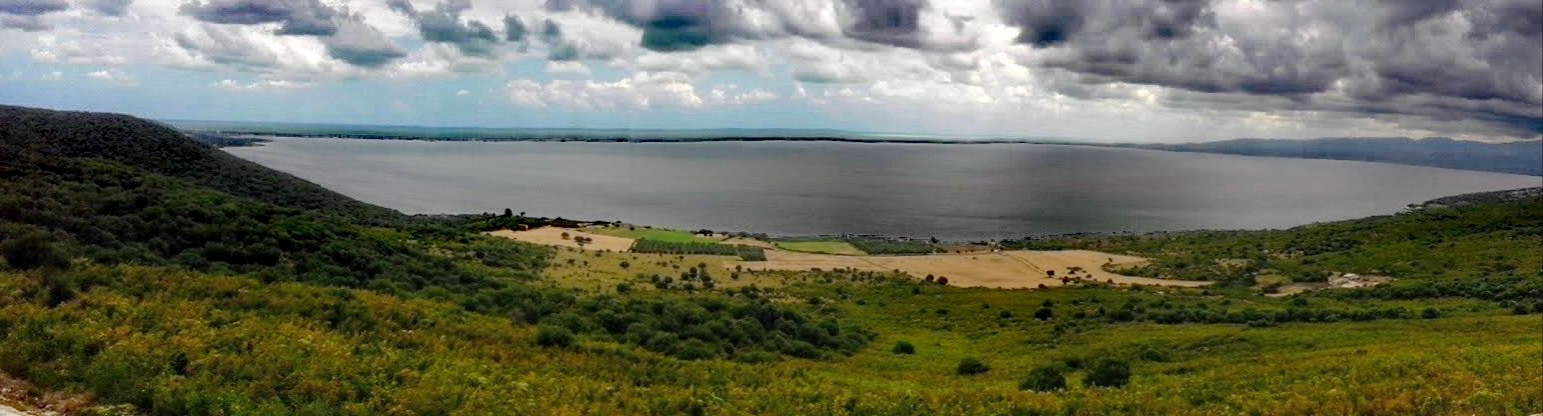
Lago di Varano

L'idrografia sotterranea, invece, è molto ricca: la grande diffusione di fenomeni carsici provoca l'infiltrazione immediata del 75% delle precipitazioni ricevute dal suolo. La distribuzione di rocce a diverso grado e tipo di permeabilità, determina la presenza di due ben distinti sistemi acquiferi dei quali l'uno (falda principale) occupa l'intero promontorio e l'altro (falda secondaria) è circoscritto alla zona di Vico e Ischitella.
Sul versante nord del promontorio, sono presenti due laghi costieri:
- il lago di Lesina, lungo 24,4 km e largo 2,4 km, ha un perimetro di quasi 50 km ed è a tutti gli effetti una laguna. È diviso in due bacini: uno minore su cui si affaccia l'omonima città di Lesina e uno più lungo detto Sacca Orientale. Il lago è alimentato da molte sorgenti d'acqua dolce, provenienti dal territorio di Sannicandro Garganico, e precisamente da quelle più importanti di Caldoli, Fellonica, Lauro e Canale Basso. Le sponde lagunari sono leggermente inclinate, il fondo è tendenzialmente melmoso e regolare, conferendo una profondità media di 90 cm (è in assoluto la laguna meno profonda d'Italia)[8]. È celebre per la pesca delle anguille.
- il lago di Varano è il più grande dell'Italia meridionale (60,5 km²). Di forma tendenzialmente trapezoidale, è separato dal mare da una lingua di terra lunga 10 km detta l'Isola). È alimentato da numerose sorgenti subacquee di acqua dolce che scaturiscono dalle vicine montagne di Cagnano Varano. Anticamente il lago doveva essere un'insenatura la cui imboccatura venne chiusa da una forte bufera di mare che sommerse la città di Varano.[8]

### Sismologia
Il Gargano costituisce un importante distretto sismico. Tra gli eventi storicamente più distruttivi si ricorda innanzitutto il sisma del 1414 che colpì duramente Vieste, di magnitudo momento 5.8. Spaventoso fu poi il terremoto della Capitanata del 1627, con epicentro localizzato all'estremità occidentale del promontorio, che devastò con particolare violenza l'alto Tavoliere (causando diverse migliaia di vittime) nonché il litorale medio-adriatico, ove vi fu anche un maremoto. Diciannove anni più tardi il terremoto del Gargano del 1646 colpì invece la Foresta Umbra causando molte centinaia di vittime nei centri abitati circostanti. Invece il sisma del 1893 provocò danni notevoli al solo centro abitato di Mattinata ove determinò la morte di quattro cittadini.

### Clima
Il clima del Gargano è tipicamente mediterraneo, cioè caratterizzato da precipitazioni in inverno e primavera e da siccità nel periodo estivo. Le temperature sono miti: nessuna media mensile scende al di sotto degli 0 °C.
Trattandosi di un territorio montuoso che si innalza anche fino a oltre 1 000 m s.l.m. e che si protende nell'Adriatico, i fenomeni climatici sono alquanto complessi. I venti di Scirocco portano un aumento delle temperature soprattutto in estate, mentre in inverno sono frequenti le nevicate accompagnate soprattutto da venti settentrionali. Le precipitazioni piovose sono modeste, ma non trascurabili sul litorale settentrionale, sensibilmente elevate nelle aree montane e minime nella parte meridionale. Il microclima che ne risulta, risulta essere molto favorevole per la prolificazione di vegetazione mediterranea.
Per la zona montana del Gargano il clima è efficacemente descritto dai dati della stazione meteorologica di Monte Sant'Angelo:
| MONTE SANT'ANGELO 844 metri s.l.m. (1961-1990) | Mesi         | Mesi         | Mesi        | Mesi        | Mesi        | Mesi        | Mesi        | Mesi        | Mesi        | Mesi        | Mesi        | Mesi        | Stagioni | Stagioni | Stagioni | Stagioni | Anno  |
| MONTE SANT'ANGELO 844 metri s.l.m. (1961-1990) | Gen          | Feb          | Mar         | Apr         | Mag         | Giu         | Lug         | Ago         | Set         | Ott         | Nov         | Dic         | Inv      | Pri      | Est      | Aut      | Anno  |
| ---------------------------------------------- | ------------ | ------------ | ----------- | ----------- | ----------- | ----------- | ----------- | ----------- | ----------- | ----------- | ----------- | ----------- | -------- | -------- | -------- | -------- | ----- |
| T. max. media (°C)                             | 5,6          | 6,0          | 8,1         | 11,9        | 17,1        | 21,1        | 24,0        | 24,0        | 20,6        | 15,3        | 10,4        | 6,9         | 6,2      | 12,4     | 23,0     | 15,4     | 14,3  |
| T. min. media (°C)                             | 1,3          | 1,4          | 2,9         | 5,8         | 10,4        | 13,9        | 16,5        | 16,8        | 14,0        | 10,0        | 5,7         | 2,7         | 1,8      | 6,4      | 15,7     | 9,9      | 8,5   |
| T. max. assoluta (°C)                          | 20,4 (1962)  | 18,2 (1979)  | 21,6 (1990) | 23,2 (1968) | 29,0 (1969) | 33,8 (1982) | 35,6 (1984) | 34,2 (1963) | 32,4 (1975) | 28,6 (1981) | 20,0 (1977) | 17,0 (1971) | 20,4     | 29,0     | 35,6     | 32,4     | 35,6  |
| T. min. assoluta (°C)                          | −11,9 (1962) | −10,6 (1969) | −9,0 (1963) | −3,8 (1969) | −0,5 (1962) | 4,0 (1962)  | 6,8 (1972)  | 7,2 (1969)  | 4,0 (1971)  | −0,4 (1978) | −5,2 (1975) | −9,6 (1961) | −11,9    | −9,0     | 4,0      | −5,2     | −11,9 |
| Nuvolosità (okta al giorno)                    | 5,0          | 5,0          | 4,8         | 4,4         | 3,8         | 3,1         | 2,1         | 2,2         | 2,9         | 3,8         | 4,5         | 5,0         | 5,0      | 4,3      | 2,5      | 3,7      | 3,9   |
| Precipitazioni (mm)                            | 58,1         | 44,7         | 48,3        | 48,2        | 37,6        | 46,0        | 43,9        | 38,5        | 67,1        | 52,2        | 62,0        | 66,7        | 169,5    | 134,1    | 128,4    | 181,3    | 613,3 |
| Giorni di pioggia                              | 8            | 7            | 8           | 7           | 5           | 5           | 4           | 5           | 6           | 6           | 8           | 9           | 24       | 20       | 14       | 20       | 78    |
| Umidità relativa media (%)                     | 79           | 79           | 75          | 72          | 68          | 64          | 58          | 63          | 66          | 74          | 82          | 80          | 79,3     | 71,7     | 61,7     | 74       | 71,7  |

- Classificazione climatica: zona D, 1 600 GG[10]

Singolarmente, secondo la Classificazione climatica dei comuni italiani, i comuni garganici rientrano in classificazioni climatiche comprese tra la C e la E:
| Classificazione Climatica | Città |
| ------------------------- | --- |
| C                         | Cagnano Varano, Carpino, Isole Tremiti, Rodi Garganico, Vieste |
| D                         | Apricena, Ischitella, Lesina, Manfredonia, Mattinata, Peschici, Poggio Imperiale, San Giovanni Rotondo, San Marco in Lamis, San Nicandro Garganico, Vico del Gargano |
| E                         | Monte Sant'Angelo, Rignano Garganico |

## Comuni
I comuni del Gargano sono tutti compresi nella provincia di Foggia:
- Apricena (in parte), Cagnano Varano, Carpino, Ischitella, Isole Tremiti, Lesina (in parte), Manfredonia (in parte), Mattinata, Monte Sant'Angelo, Peschici, Poggio Imperiale (in parte), Rignano Garganico (in parte), Rodi Garganico, San Giovanni Rotondo (in parte), San Marco in Lamis (in parte), San Nicandro Garganico, Vico del Gargano, Vieste[11].

Il confine naturale tra Gargano e Tavoliere delle Puglie è segnato dal fiume Candelaro. Per questo motivo i comuni di Manfredonia, San Giovanni Rotondo, San Marco in Lamis, Rignano Garganico (a sud) e Apricena, Poggio Imperiale e Lesina (più a nord), pur facendo parte della subregione garganica possiedono anche porzioni di territorio ricadenti oltre i confini garganici.

## Origini del nome
Il termine "Gargano" deriva dall'antico greco Gargaros che significa "montagna di pietra".

## Storia

### Paleolitico e Neolitico
Il Gargano è stato al centro di un processo evolutivo e culturale fra i più proficui dell'Europa occidentale, come dimostrato dalla diffusa presenza dell'uomo paleolitico (Grotta Paglicci, grotta Tegliacantoni, Defensola, Foce Romondato, Grotta spagnoli). La Grotta Paglicci, situata a Rignano Garganico, rappresenta in particolare un caposaldo per lo studio della civiltà paleolitica in Europa, per la varietà degli strati archeologici (reperti su flora, fauna e condizioni dell'uomo preistorico), che per la presenza delle più antiche pitture rupestri, rinvenute finora in Italia.
Al difficile e graduale passaggio dal Paleolitico all'Eneolitico e Neolitico è ricollegabile il ritrovamento di forme di vita e di economia dette "di transizione" (sito di "Coppa Nevigata", Manfredonia, Grotta di Manaccora a Peschici, Macchia di Mare e Monte Pucci a Vico del Gargano), fra le due epoche; così come la nascita dei "villaggi trincerati" garganici, importanti nel processo di civilizzazione del Neolitico dauno.
I numerosi insediamenti neolitici del Gargano erano collegati fra di loro e con la cultura appenninica, con il mondo egeo da una fitta rete di rapporti commerciali e culturali, dimostrati dai ritrovamenti di vasellame e ceramica nonché dalla diffusione del commercio dell'industria della selce.

### Dai Dauni all'epoca romana
La presenza dei Dauni in terra garganica è testimoniata dal ritrovamento di numerose stele. La necropoli di Monte Saraceno dell'età del ferro, con le sue 400 tombe, sarebbe uno dei primi insediamenti liburnici esistenti sulle sponde lagunari del Gargano.
Durante il periodo di massimo sviluppo della civiltà dauna, caratterizzata da un mondo religioso ricchissimo di culti e da una fiorente cultura artistica, ebbe inizio la colonizzazione greca che sostituì i propri costumi a quelli fino ad allora tramandati.
Il Gargano entra nell'ambito della civiltà romana nella seconda metà del IV secolo a.C., quando, nella lotta contro i Sanniti, le città daune appoggiarono Roma. Durante il periodo romano il Gargano si arricchirà di numerose città come Siponto, importanti per cultura e sviluppo economico (dovuto in parte al commercio marittimo e alla posizione di ponte fra occidente e oriente), che saranno i futuri insediamenti medievali garganici.

### Cristianesimo e Medioevo
Secondo la tradizione, il santuario ha origine nel 490, anno della prima apparizione dell'Arcangelo Michele sul Gargano. A partire dal 650 l'area garganica nella quale sorgeva il santuario, entrò a far parte dei domini longobardi, direttamente soggetta al Ducato di Benevento. Il popolo germanico nutriva una particolare venerazione per l'arcangelo Michele, nel quale ritrovavano le virtù guerriere un tempo adorate nel dio germanico Odino, e già a partire dal VII secolo il pellegrinaggio determinò la conversione dei Longobardi al cristianesimo, che da allora fecero del sacro sito garganico il loro santuario nazionale, tanto che l'Arcangelo Michele ne diventerà il santo protettore e verrà effigiato sia sulle armature sia sulle monete.
Presto il santuario di San Michele Arcangelo divenne il principale centro di culto dell'arcangelo dell'intero Occidente, modello tipologico per tutti gli altri. Il culto micaelico spinse al mecenatismo monumentale sia i duchi di Benevento, sia i re installati a Pavia, che promossero numerosi interventi di ristrutturazione per facilitare l'accesso alla grotta della prima apparizione e per alloggiare i pellegrini. San Michele Arcangelo divenne così una delle principali mete di pellegrinaggio della cristianità, tappa di quella variante della Via Francigena oggi chiamata "Via Sacra Langobardorum".
Il Gargano fu particolarmente colpito durante la guerra bizantino-gotica (535 - 553), voluta dall'Imperatore d'Oriente Giustiniano per riconquistare le terre occidentali un tempo appartenute a Roma. La guerra apporterà rovine e distruzioni nei centri dauni, depauperando l'economia e evidenziando una perdita di autorità dell'amministrazione romana che permetterà l'affermazione del cristianesimo. D'altro canto i centri garganici erano già diocesi, veri e propri centri della rinascita spirituale e civile delle città romane, ma a testimoniare il rapido diffondersi della nuova religione sono anche i numerosi complessi paleocristiani sparsi un po' ovunque nel territorio garganico.
Nella primavera del 663 il Basileus Costante II Eraclio sbarcato a Taranto con una flotta, conquistò tutta la Puglia, fino al Gargano. Tornato l'Imperatore a Costantinopoli, i Longobardi ripresero la lotta, prima col duca Grimoaldo, e poi con il di lui figlio Garibaldo, che nel 686 riconquistò Taranto e Brindisi. Intanto i Longobardi, sebbene a oggi non si conoscano i modi e i tempi, conquistarono il Gargano e il Bruttium settentrionali con incursioni anche più a sud come lascia intendere l'epistolario di papa Gregorio Magno.
Durante il Medioevo, il collegamento fra Benevento, sede del ducato, e il Gargano, sede del culto micaelico, rimarrà una delle costanti principali e favorirà lo sviluppo religioso ed economico dei centri garganici, specie quelli situati sulla direttrice viaria che prenderà, nel corso del XX secolo, la denominazione di Via Sacra Langobardorum e che conduceva in Terra santa.
La riconquista del Gargano da parte dell'Impero bizantino tra il IX e il X secolo, oltre alle scorrerie dei Saraceni e degli Slavi lungo le coste, favorirà il sorgere di una vera e propria civiltà rupestre, testimoniata dalla nascita di numerosi villaggi sparsi ed evidente nei centri storici di Peschici (Rione delle Grotte), di Vico del Gargano (Rioni Casale, Civita e Terra) e di Monte Sant'Angelo (Rione Junno), caratterizzati, a livello urbanistico, da un'architettura “spontanea”, le cui origini sono rintracciabili in quella che è stata l'evoluzione architettonica che si affacciava sul Mediterraneo.
Durante l'XI secolo il dominio bizantino sarà più stabile e accompagnato da un processo complessivo di grecizzazione delle strutture politiche, amministrative, religiose e culturali, e, in parte, da una ripresa sociale ed economica dei centri urbani, soprattutto quelli costieri.
Già a partire da questo periodo si affermeranno, per poi svilupparsi nel XIII secolo, i germi di una nuova stagione politica caratterizzata dalla formazione di un ceto urbano più influente unito a una ripresa di autorità dei vescovati, che porterà fra l'altro, alla costruzione o ricostruzione di numerose chiese e cattedrali.

### Periodo normanno

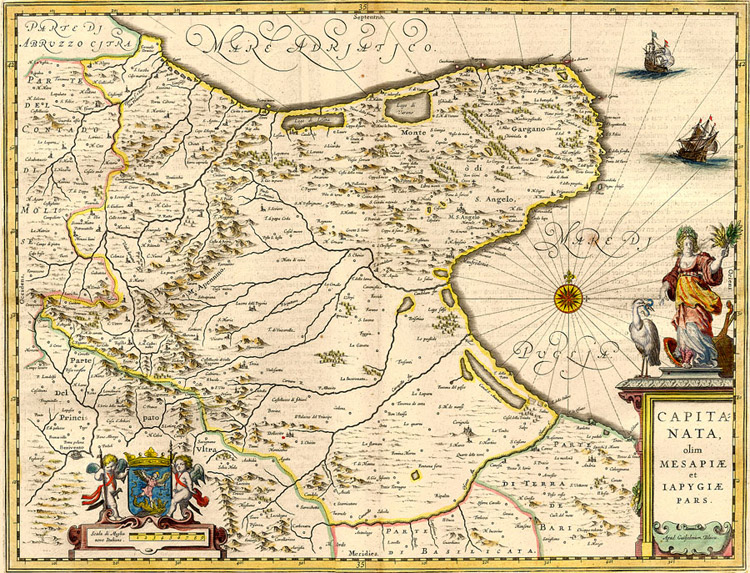
Antica carta della Capitanata

Avvenne proprio nel santuario di San Michele sul Gargano l'incontro fra Normanni e Melo da Bari, esponente più insigne dell'antibizantinismo pugliese, che chiese aiuto, nella sua lotta, a un gruppo di pellegrini normanni tornati dalla Terrasanta. Da questo momento (1017) i Normanni, tornati in forze in Capitanata, sconfiggeranno i Bizantini, iniziando così la conquista normanna dell'Italia meridionale.
La relativa stabilità del loro dominio creerà le condizioni per una rinascita economica e sociale, favorita anche dall'atteggiamento normanno abbastanza elastico nei confronti delle autonomie e dei privilegi conquistati dai ceti urbani ormai in espansione. Tale spirito di autonoma volontà politica determinerà sul Gargano, alla fine dell'XI secolo, la nascita di un vero e proprio "Comitatus", per opera del conte Enrico, di cui faranno parte diversi centri garganici in una perfetta unità di intenti politici e di scambi economici e culturali. Espressione di questa età saranno le cattedrali romaniche, simbolo di rinascita spirituale ed economica. Il Gargano, con il fervore di vita che si manifesterà (soprattutto nei centri costieri), parteciperà attivamente alla rinascita culturale della Puglia, che vedrà, proprio sotto i Normanni, una grande fioritura di chiese, palazzi e castelli. Ne sono esempi emblematici le chiese di Santa Maria e di San Leonardo di Siponto, le cattedrali di Vieste, l'Abbazia di Santa Maria a Mare di Tremiti, l'Abbazia di Santa Maria di Càlena a Peschici, il Battistero di San Giovanni in Tumba, la Chiesa di Santa Maria di Monte Devia in San Nicandro Garganico e la chiesa di Santa Maria Maggiore in Monte Sant'Angelo, l'abbazia della Santissima Trinità di Monte Sacro (Mattinata); tutte caratterizzate da un nuovo linguaggio artistico, autonomo e innovativo rispetto a quello bizantino, che delineerà i caratteri dominanti dello stile romanico (come il pulpito della cattedrale di Siponto - 1039 - e quello del santuario di San Michele - 1041).

### Periodo svevo, angioino e aragonese
Con gli Svevi il paesaggio urbano del Gargano passa, con Federico II e suo figlio Manfredi, dalla "civiltà delle cattedrali" a quella dei castelli. Manfredi, nel Gargano, consolidò il sistema dei castelli, ma soprattutto eresse nel 1256 una vera e propria città, Manfredonia, dopo che Siponto era stata distrutta da un terremoto. Sotto gli Svevi si avrà un'alta produzione artistica, come dimostra la chiesa di Santa Maria Maggiore in Monte Sant'Angelo.

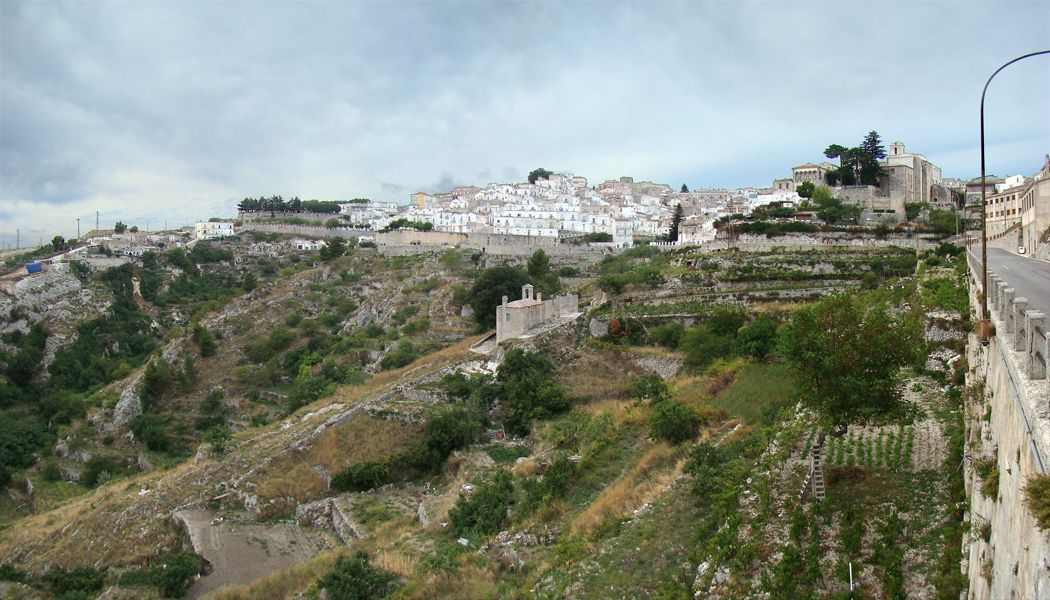
Monte Sant'Angelo

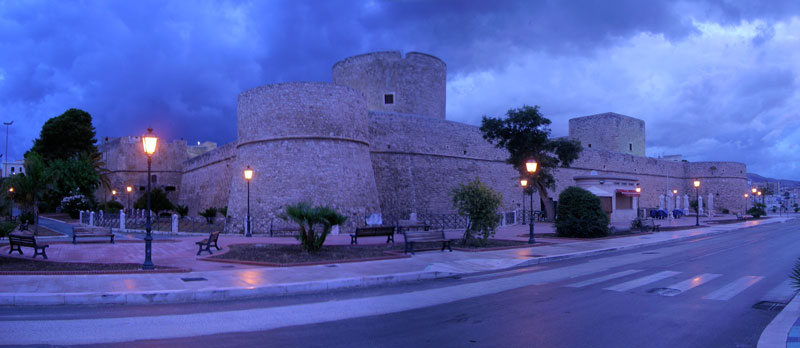
Castello Svevo-Angioino-Aragonese di Manfredonia

In seguito, con Angioini e Aragonesi, oltre allo scemare dei caratteri di individualità che avevano caratterizzato l'arte e l'architettura locale fino ad allora in favore di nuovi modelli artistici e architettonici d'importazione (vedi l'arte gotica d'oltralpe), si completerà l'infeudamento, iniziato in età sveva. Questo processo di ruralizzazione diventerà, in seguito, un elemento caratterizzante dell'intero sviluppo economico e sociale e subordinerà a esso qualsiasi iniziativa tendente verso una sua possibile industrializzazione. Infine, l'istituzione della Regia dogana della Mena delle pecore di Foggia per opera del re Ferrante d'Aragona, determinerà il completo abbandono delle terre dell'intera Capitanata, privata di un ricco patrimonio economico, usato ormai solo come terra di pascolo e di transito per le greggi provenienti da Molise e dagli Abruzzi. Tutto ciò produsse, fra il XIV e il XV secolo, la scomparsa di numerosi villaggi rurali e il fenomeno, ancora oggi presente, dell'accentramento della popolazione urbana. Il territorio andò segnandosi di una fittissima rete di tratturi, destinati al transito del bestiame, con presenza di poste, di masserie da campo e da pecore, nonché con i famosi e caratteristici recinti detti "jazzi".
Durante il periodo aragonese si hanno vari tentativi di restaurazione angioina e rivolte baronali. Ferrante, per pacificare la regione, concesse in feudo il Gargano al principe albanese Giorgio Castriota (lo Skanderbeg), mentre le città costiere incominciarono a essere insidiate dai Turchi di cui sono ancora vivi nella memoria della gente garganica gli eccidi perpetrati prima a Vieste nel 1554, dove perirono più di 5 000 abitanti, e poi a Manfredonia, nel 1620, occupata e incendiata. Risalgono al regno di Ferdinando il Cattolico le numerosi torri di difesa, sorte lungo le coste garganiche, così come i frequenti fenomeni di brigantaggio e taglieggiamento nelle campagne.
Gravissimi furono poi i danni causati dal sisma della Capitanata del 1627 e dal successivo terremoto del Gargano del 1646, con perdite di vite umane nell'ordine delle migliaia, così come devastanti furono gli effetti dell'epidemia di peste del 1656.

### Periodo borbonico
La politica dei Borbone fu più attenta ai bisogni reali dei centri urbani, tendendo a frenare abusi feudali e privilegi ecclesiastici. Tra il 1806 e il 1815, con i francesi, si ebbe il fenomeno dell'eversione della feudalità, il frazionamento del Tavoliere e la conseguente censurazione, l'abolizione della Dogana e la revisione dei catasti. Le terre furono sottratte al pascolo e al bosco, quindi dissodate e poste a coltura. Infine si riuscì a predisporre un organico piano per la bonifica delle zone paludose, come quelle sipontine. I risultati di questa politica di rinnovamento furono minori rispetto alle attese e ai proponimenti; trovarono inoltre un'accanita resistenza da parte dei nobili locali, dei latifondisti e del clero, oltre a creare le basi per un progressivo depauperamento del ricco patrimonio boschivo e forestale del Gargano.
Con l'avvento di Ferdinando II, nel Gargano si evidenziò un ritorno al latifondo e alla transumanza e sorsero numerose masserie da campo e da pecore.

### Dopo l'Unità d'Italia

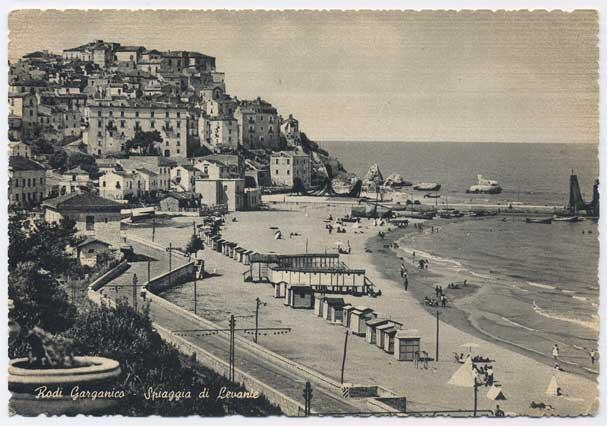
Rodi Garganico, primi del Novecento

La Capitanata e il Gargano non ebbero una maggiore floridezza economica dopo l'Unità d'Italia. I secolari problemi agricoli e sociali rimasero sempre al centro di un processo di sviluppo che non riuscì a decollare e che si mantenne sempre tra crisi e disagio, mancata realizzazione delle riforme e lente conquiste dei contadini, la cui situazione all'inizio del Novecento, peraltro, era una delle peggiori di tutta l'Italia meridionale.
Si dovette quindi attendere il secondo dopoguerra per il riscatto economico e sociale delle popolazioni garganiche, quando si cominciarono a manifestare forme di vita rispondenti a una società più moderna e civile. Allo stesso tempo, però, l'economia di alcune cittadine, soprattutto di Rodi Garganico subì un forte crollo a causa della "guerra fredda" che ridusse improvvisamente a zero i rapporti commerciali intensi e ormai secolari che legavano la cittadina alle dirimpettaie coste dalmate.

### Epoca contemporanea
Il Gargano ha assunto una funzione trainante nell'economia della Puglia, specialmente in riferimento allo sviluppo del turismo, nato in questo territorio negli anni '60 del Novecento, che è una delle voci più attive di tutte le attività emergenti del Mezzogiorno, soprattutto con i suoi centri costieri e le bellezze naturali di quelli interni. Turisti giungono da tutto il mondo soprattutto per visitare i centri religiosi di San Giovanni Rotondo (Santuario di San Pio), San Marco in Lamis (conventi di San Matteo e Stignano), Monte Sant'Angelo (Santuario di San Michele e Abbazia di Pulsano) e Manfredonia e quelli balneari di Vieste, Peschici, Rodi Garganico, San Menaio e Calenella di Vico del Gargano, Mattinata, Manfredonia, le Isole Tremiti, i laghi di Lesina e Varano, la Foresta Umbra, le frazioni balneari di Monte Sant'Angelo, Lesina, San Nicandro Garganico, Cagnano Varano e Ischitella, i siti archeologici sparsi su tutto il territorio come quello di Siponto a Manfredonia, Grotta Paglicci a Rignano Garganico. Caratteristici i centri storici dei comuni interni, come Ischitella, Carpino e Vico del Gargano, uno dei borghi più belli d'Italia.

## Monumenti e luoghi d'interesse

### Altro

#### Simbologia sacra
Su numerosissimi edifici, soprattutto chiese, sono presenti incisioni che costituiscono quella che viene definita la particolare simbologia sacra del Gargano. Tra i simboli più ricorrenti figurano la Triplice cinta sacra, i cerchi intersecanti e le imbarcazioni portanti croci, tutte legate a particolari significati religiosi.

## Società

### Evoluzione demografica
Abitanti censiti

### Lingue e dialetti
Accanto alla lingua italiana, nel promontorio del Gargano sono in uso alcune varietà dei dialetti meridionali intermedi.

## Cultura

### Centri di ricerca
- Centro di studi micaelici e garganici (Monte Sant'Angelo, fondato nel 1995). Sede distaccata del Dipartimento di Studi Classici e Cristiani dell'Università degli Studi di Bari Aldo Moro.

### Istruzione

#### Biblioteche

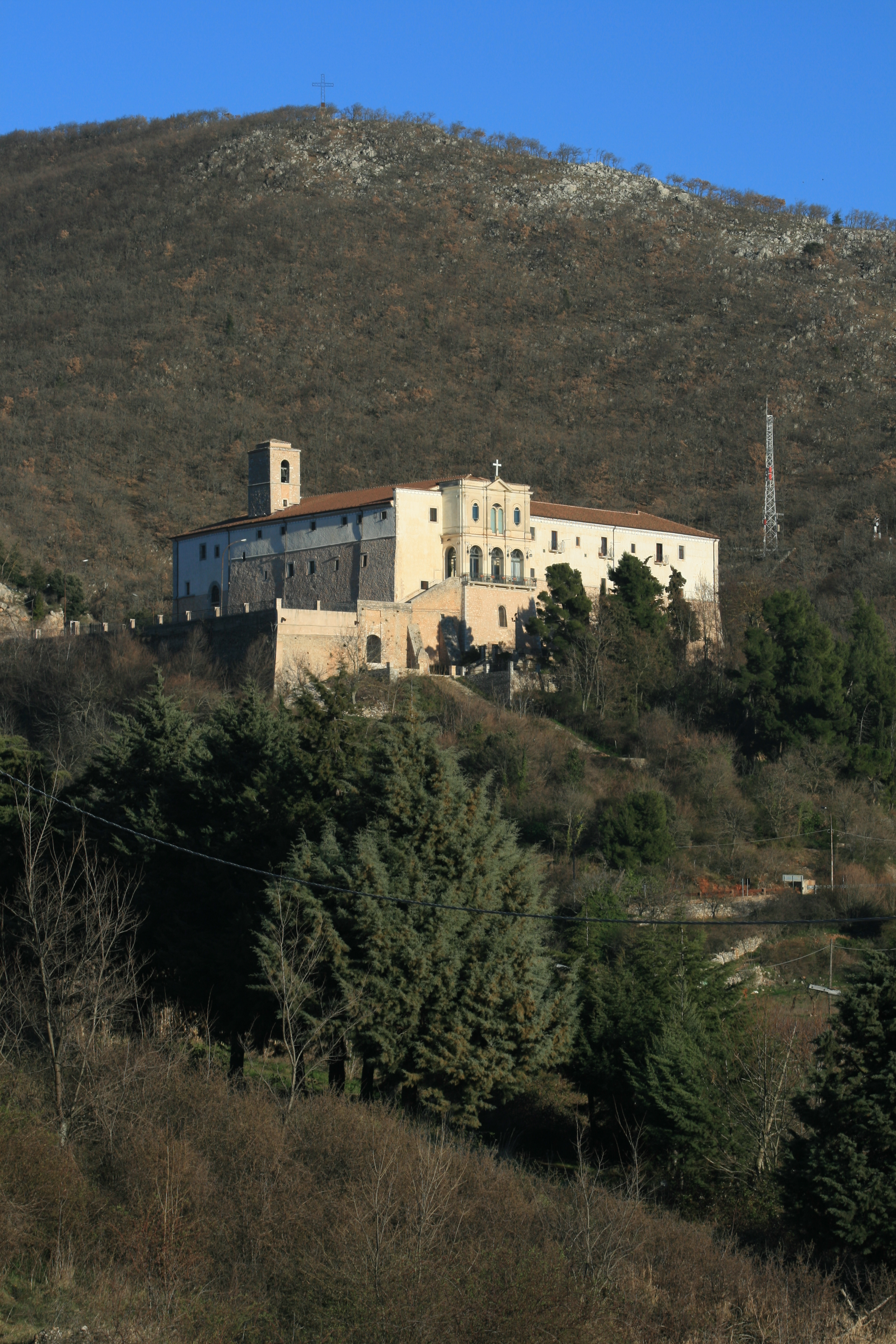
Convento di San Matteo a San Marco in Lamis, sede della Biblioteca Padre Antonio Fania

- Biblioteca Padre Antonio Fania (San Marco in Lamis, 1905), con sede nel convento di San Matteo. Vanta un patrimonio librario di oltre 70 000 libri, prevalentemente di area teologica.
- Biblioteca Comunale "Alfredo Petrucci" (San Nicandro Garganico, 1964), con sede a Palazzo Fioritto, Largo Terravecchia. Il patrimonio librario supera i 12 000 volumi, prevalentemente di area artistico-letteraria e di storia locale. Ospita una raccolta di enciclopedie, tesi di laurea dei cittadini e leggi e decreti del Regno di Napoli, dal 1806 al 1860, e del Regno d'Italia.
- Biblioteca Nicola Pitta (Apricena, 1967, con un patrimonio librario di 7 500 volumi prevalentemente di narrativa.[15]
- Biblioteca Giuseppe Stoico (Lesina, 1970, custodisce all'interno delle sue sale gli abiti elaborati risalenti alle antiche tradizioni sartoriali medievali, ricordando la permanenza a Lesina della contessa Matilde di Canossa[16]. Il patrimonio librario si aggira intorno a 6 000 volumi[16].
- Biblioteche Civiche Unificate di Manfredonia, che dispone di un'emeroteca, per la consultazione della Gazzetta Ufficiale, dei quotidiani e delle riviste in abbonamento, due sale per la consultazione e lo studio, e una per la mediateca[17]. L'attuale patrimonio librario è di 27 000 volumi prevalentemente di materia umanistica, con ampio spazio alla storia alla cultura locale e meridionale, ma con altre sezioni su letteratura, storia, psicologia, scienza, filosofia e sociologia attualmente in via di rinnovamento[17]. In questa biblioteca verranno esposte le monete della recuperata raccolta numismatica della Biblioteca Pascale, Fondo Bellucci, oltre che dell'importante manoscritto "Il Cabreo di S. Leonardo", che tratta della storia del patrimonio dell'abbazia di S. Leonardo della Matina, antico monastero dei Templari[17].

#### Università
- Facoltà di Medicina, presso l'ospedale Casa Sollievo della Sofferenza (San Giovanni Rotondo) sono attivi i corsi di laurea, dell'Università degli Studi di Foggia, in infermieristica e ostetricia.

### Musei
- Museo Grotta Paglicci[18] con alcuni dei 45 000 reperti ritrovati nella grotta abitata dall'uomo preistorico tra 200 000 e 10 000 anni fa (Paleolitico). Nella mostra-museo sono presenti calchi, tra cui quello della sepoltura della donna di Paglicci, ed è possibile partecipare a interessanti laboratori didattici.[19]
- Museo naturalistico del lago di Lesina, con un acquario composto da 14 vasche in cui è possibile vedere numerose specie ittiche del lago di Lesina e una mostra sugli antichi attrezzi per la pesca e arredi tradizionali locali[20]. NellaSala museo Raffaele Centonza, sono esposti reperti (recuperati grazie a uno scavo archeologico effettuato in seguito a una bonifica algale) sepolti da sedimenti limosi del fondale lagunare, che appartengono a sette tombe a fossa, scavate nella roccia calcarea, contenenti corredi funerari databili tra l'VIII e il IV secolo a.C.[16]
- Museo Nazionale di Manfredonia presso l'imponente Castello Svevo, nato nel 1980, mostra reperti risalenti all'antica civiltà dauna (VI e VII secolo a.C.). Oltre alla ceramica impressa e le selci risalenti al Neolitico, molto interessante è la mostra delle stele daune (oltre 1 500).
- Museo Archeologico Nazionale di Mattinata "Matteo Sansone", composto da circa 2 500 manufatti ceramici, metallici, litici, numismatici, provenienti in massima parte dalla provincia di Foggia, in particolare dal Gargano e dall’area della piana del Tavoliere, che rimandano soprattutto alla locale cultura dei Dauni, cui appartiene anche un nucleo di frammenti di stele, alcuni provenienti da Monte Saraceno.
- Museo Devozionale della Basilica di S. Michele che raccoglie oggetti devozionali legati alla storia del Santuario e oggetti di arte bizantina e longobarda.
- Museo delle Arti e Tradizioni Popolari G. Tancredi, situato nel convento francescano, conserva materiale demologico, raccolto da Giovanni Tancredi, etnologo e filologo, della cultura e delle tradizioni garganiche dal Seicento fino al Novecento[21]. Ospita una mostra intitolata Gli antichi abitanti del Gargano ed espone i reperti archeologici e corredi tombali provenienti dalla località Ciminiera[21].
- Museo Etnografico, Archeologico e della Civiltà Contadina di San Nicandro Garganico, situato nel Centro storico della Terravecchia. Ospita 3 000 reperti ed è diviso in varie sezioni: Archeologia, Civiltà contadina e pantanina, Religiosità, Ebraismo, Tradizioni, Arti e Mestieri.
- Museo di Paleontologia - (Parco dei dinosauri), situato a Borgo Celano a San Marco in Lamis, contenente delle vere impronte di dinosauri ritrovate nella zona, fondamentali per ricostruire la storia geologica del Gargano.
- Museo del Carsismo, situato a Borgo Celano a San Marco in Lamis, contenente foto e spiegazioni sui più importanti fenomeni carsici del Gargano.
- Museo Civico di Vico del Gargano, che ospita reperti archeologici provenienti dalla necropoli di Monte Tabor di età che vanno dal Paleolitico inferiore, al Neolitico e all'età del ferro.
- Museo Civico archeologico di Vieste con reperti tra cui corredi tombali completi risalenti a circa 10 000 anni fa, tra cui punte di lance e frecce e iscrizioni daune su pietra dal IV al I secolo a.C.
- Raccolta etnografica del Centro Studi Pugliesi, con una interessante raccolta delle voci dialettali pugliesi, riguardanti aneddoti di vita quotidiana e della saggezza popolare e una mostra di attrezzi e oggetti delle arti e mestieri dei primi del Novecento.[22]
- Museo delle Cere San Giovanni Rotondo, dove sono conservate statue in cera raffiguranti la vita di S. Pio www.museopadrepio.net.

### Media

#### Radio
- Onda Radio, con sede a Vieste (non attiva).
- Rete Smash Gargano, con sede a Manfredonia, nata nel 1984 da un gruppo d'imprenditori di San Giovanni Rotondo, sostituì le frequenze della storica Radio Delta di Manfredonia[23].
- Radio New Dimension (Rodi Garganico), le cui trasmissioni sono cessate il 15 agosto 2009.
- Punto Radio Ischitella del Gargano. Nata negli anni settanta con il nome di "Radio Ischitella Libera" per diventare Punto Radio negli anni ottanta (non attiva).
- Gargano FM (San Nicandro Garganico) che inizia le sue trasmissioni a fine dicembre 2018.

Sempre nella città sipontina hanno sede l'emittente radiofonica "Radio Manfredonia Centro" e l'emittente televisiva "Manfredonia TV" che cura l'informazione garganica.

#### Informazione
- Gargano FM, radio e testata giornalistica online, con aggiornamenti news quotidiani sul sito e giornale radio locale.
- Manfredonianews, giornale edito ogni quindici giorni con le notizie sulla città di Manfredonia e sugli eventi dei centri del Gargano.
- Fuoriporta, giornale mensile con sede a Vico del Gargano.
- Il Gargano nuovo, mensile edito a Vico del Gargano e fondato nel 1975.
- Lo Sperone nuovo, mensile edito a San Giovanni Rotondo nel periodo 2000 - 2010 da Giovanni Scarale[24].

### Enogastronomia

#### Piatti tipici
La gastronomia garganica propone piatti ricchi e gustosi, ma al contempo semplici e genuini. Ingrediente fondamentale di molte portate è il pane, gustato soprattutto sotto forma di bruschetta, cioè abbrustolito, condito con olio d'oliva e arricchito con pomodori, cipolla e origano. Gli 'antipasti' guardano al mare: tra le specialità va annoverato il fragagghiamme, a base di piccoli pesci crudi.
Le verdure, preparate con grande maestria, sono la base per squisite minestre. Il pane è protagonista delle minestre con il pancotto, condito con olio e accompagnato da verdure selvatiche e ortaggi, come rucola e patate. Minestra d'anguilla con cicoria e "sinn'pe". Gustosissime sono anche la minestra di cicorie selvatiche, condite con purea di fave, e la minestra maritata a base di scarola, cicoria e sedano, cotti in brodo di carne. A base di verdure è anche la tiella, composta da patate arricchite con pecorino e pangrattato.
I 'primi piatti', semplici ma gustosi, portano in tavola colori e profumi della tradizione mediterranea. Squisita la pasta fatta a mano come i cecatelli, conditi con pomodoro fresco, o le strascinate, variante delle orecchiette, che vanno insaporite con finocchietto, patate e rucola; e ancora, ottimi sono fusilli, tagliolini e laganelle. Prelibati anche i primi a base di legumi, come l'immancabile pasta e fagioli, pasta e ceci.
Tra i 'secondi' tipici del territorio garganico ci sono anche portate più robuste come le salsicce, i capocolli, le soppressate e i torcinelli. Tradizionali del menu pasquale sono il beneditte, a base di uova sode, salame, formaggio e arance affettate, e i cardoncelli con agnello e uova. Immancabile su ogni mensa, infine, è il prelibatissimo olio d'oliva prodotto da olivicoltori locali. Anche i taralli sono tipici di questa zona.

#### Vini
Nella zona garganica, caratterizzata da una marcata bio-diversità mediterranea non può mancare la vite, anche se la vitivinicoltura garganica rappresenta solo una nicchia tra le attività agricole del territorio. Negli anni passati questi vitigni rappresentavano un'importante risorsa economica: il più pregiato dei vini del Gargano era il Moscato, servito alla tavola dei Borboni. Tra i vitigni sono da ricordare i cosiddetti "Vini di Vico" (a bacca rossa il Macchiateli, il vino d'Aneli, il vino di Mastrociani, il Pampanone; a bacca bianca il Nardobello), altri ancora sono i "Vini di Monte Sant'Angelo" (il rosso Neretto, uno dei più antichi, sicuramente autoctono).

## Sport
- Ciclismo: Il Giro d'Italia ha attraversato il Promontorio del Gargano numerose volte.

Il 22 maggio 1979 la 5ª tappa del Giro d'Italia 1979, partita da Potenza, si è conclusa a Vieste con la vittoria di Giuseppe Saronni. Il giorno seguente la cittadina è stata sede della partenza della 6ª tappa, conclusasi a Chieti.
Il 19 maggio 1981 la 5ª tappa del Giro d'Italia 1981, partita da Marina di San Vito, si è conclusa a Rodi Garganico con la vittoria di Giuseppe Saronni. Il giorno seguente la cittadina è stata sede della partenza della 6ª tappa, conclusasi a Bari.
Il 26 maggio 1988 Rodi Garganico ha ospitato l'arrivo della prima frazione della 4ª tappa del Giro d'Italia 1988, conclusasi con la vittoria di Massimo Podenzana, in seguito divenuto maglia rosa. Nel pomeriggio si è svolta la seconda frazione della tappa, una cronometro a squadre da Rodi Garganico a Vieste, vinta dalla squadra Del Tongo-Colnago-Zanussi capitanata da Giuseppe Saronni. Il giorno dopo Vieste è stata sede della partenza della 5ª tappa conclusasi a Santa Maria Capua Vetere.
Il 18 maggio 2000 la 5ª tappa del Giro d'Italia 2000 si è conclusa a Peschici con la vittoria di Danilo Di Luca.
Il 16 maggio 2006 la 6ª tappa del Giro d'Italia 2006 si è conclusa a Peschici con la vittoria di Franco Pellizotti.
Il 15 maggio 2008 la 6ª tappa del Giro d'Italia 2008 si è conclusa a Peschici con la vittoria di Matteo Priamo.
Numerosi sentieri, inoltre, propongono interessanti percorsi naturalistici da scoprire con la propria mountain-bike.
- Orientering: il territorio garganico è molto adatto allo sport scandinavo. Il Gargano è arrivato 2º classificato nella graduatoria delle location dei mondiali di Orientering 2010.
- Ippica: escursioni a cavallo che offrono uno spaccato profondo del paesaggio garganico, tra borghi medievali, valloni e laghi carsici, masserie e antiche rovine archeologiche.[25]
- Trekking: escursioni tematiche (delle castagne, dei funghi, con luna piena, sulla neve, con percorsi anche di circa 480 chilometri).[25]
- Speleologia e arrampicata: la morfologia del territorio e il suo carsismo hanno permesso la nascita di molte associazioni attive nel campo della speleologia alla ricerca e all'esplorazione delle centinaia di grotte presenti finora scoperte. Nel 2012 si è svolto sul Gargano il raduno internazionale di speleologia "Spèlaion 2012... La fine del mondo".
- Windsurf e kitesurf: le baie di Spiaggia Lunga e San Lorenzo a Vieste e quella di Sfinale a Peschici offrono condizioni di vento e di onda ottimali per la pratica di questo sport a livello nazionale.